# Anat Czarny

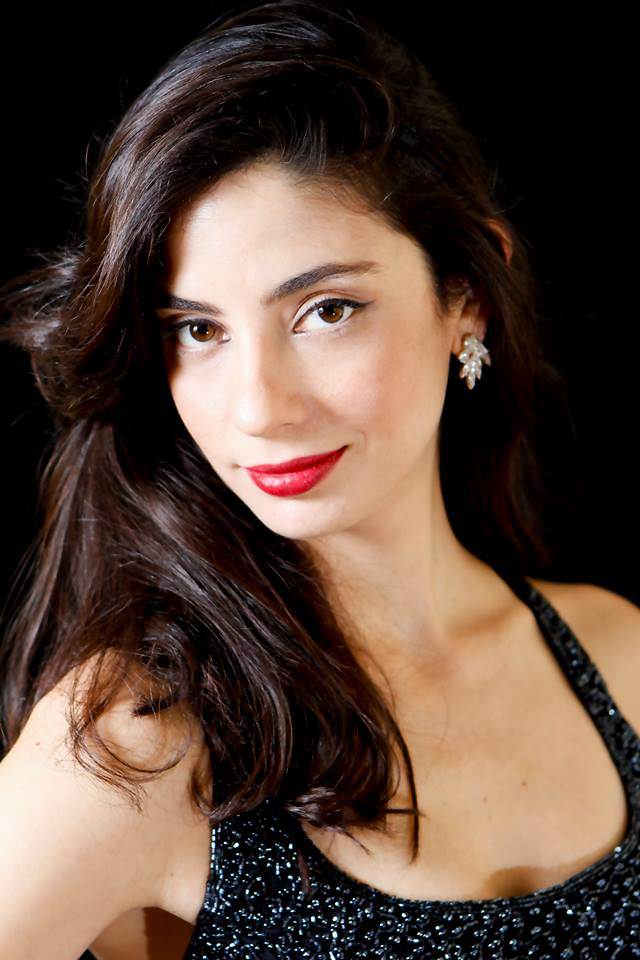
Anat Czarny, 2015

Anat Czarny (* 13. Juni 1984 in Israel) ist eine israelische Opern-, Konzert- und Liedsängerin (Mezzosopran).

## Leben
Anat Czarny hatte von Kindheit an Freude am Singen und begeisterte sich für die Musik, die sie im Radio oder während ihres Ballettunterrichts hörte. Später entstand durch private Kontakte zu Sängern die Motivation, Gesang zu üben, und im Alter von 22 Jahren der Entschluss, Opernsängerin zu werden. Sie studierte an der Buchmann-Mehta School of Music in Tel Aviv und vervollständigte ihre Ausbildung im Meitar-Opernstudio der Israeli Opera, in dem sie die Rollen Hänsel in Hänsel und Gretel (Humperdinck), Cherubino in Le nozze di Figaro, Dorabella in Così fan tutte (Mozart), Dido in Dido and Aeneas (Purcell), Flora in La traviata (Verdi) einstudierte. Seit 2015 war sie als Solistin an zahlreichen Produktionen der Israeli Opera beteiligt. Ihr Operndebüt in Deutschland führte sie im April 2017 als Prince Charmant in Massenets Cendrillion an das Theater Freiburg.
Ihr Konzertrepertoire deckt ein weites Spektrum von Stilepochen und Musikgattungen ab. Es umfasst Lieder in kammermusikalischer Besetzung von Alter Musik bis hin zu Kompositionen des 20. Jahrhunderts und Soloparts von Oratorien und symphonischen Werken wie dem Requiem von Wolfgang Amadeus Mozart und der 2. Sinfonie von Gustav Mahler. Im Juli/August 2015 nahm sie im Rahmen der Kammeroper Schloss Rheinsberg an einer Meisterklasse von Stephan Rügamer teil und überzeugte mit ihrer Leistung beim Abschlusskonzert.
Anat Czarny ist mit dem auch in Deutschland bekannten israelischen Schauspieler Doron Amit verheiratet. In Europa wird sie von der Agentur Crescendi Artists, Kopenhagen vertreten.

## Rollendebüts (Auswahl)
| Debüt in | Rolle                                       |                          |
| -------- | ------------------------------------------- | ------------------------ |
| 2015     | Gianetta (L’elisir d’amore)                 | Israeli Opera Tel-Aviv   |
| 2016     | Stéphano (Roméo et Juliette, Gounod)        | Israeli Opera Tel-Aviv   |
| 2016     | Tisbe (La Cenerentola)                      | Israeli Opera Tel-Aviv   |
| 2017-04  | Prince Charmant (Cendrillon)                | Theater Freiburg         |
| 2017-08  | Sesto (Giulio Cesare in Egitto)             | Akko Opera Festival      |
| 2018-01  | Hermia (A Midsummer Night's Dream, Britten) | Israeli Opera Tel-Aviv   |
| 2018-02  | Zerlina (Don Giovanni)                      | Israeli Opera Tel-Aviv   |
| 2018-06  | Dido (Dido and Aeneas)                      | Israeli Opera Tel-Aviv   |
| 2019-06  | Dorabella (Così fan tutte)                  | Israeli Opera Tel-Aviv   |
| 2019-09  | Medoro (Orlando (Händel))                   | Israeli Opera Tel-Aviv   |
| 2019-11  | Siébel (Faust (Gounod))                     | Theater St. Gallen       |
| 2021-09  | Dryade (Ariadne auf Naxos)                  | Salzburger Landestheater |
| 2022-03  | Cherubino (Le nozze di Figaro)              | Israeli Opera Tel-Aviv   |
| 2022-05  | Bradamante (Alcina)                         | Israeli Opera Tel-Aviv   |
| 2022-11  | Nicklausse (Hoffmanns Erzählungen)          | Israeli Opera Tel-Aviv   |
| 2023-03  | Donna Elvira (Don Giovanni)                 | Israeli Opera Tel-Aviv   |
| 2023-05  | Julie (Yonatan Cnaan: Theodor)              | Israeli Opera Tel-Aviv   |
| 2025-05  | Komponist (Ariadne auf Naxos)               | Israeli Opera Tel-Aviv   |

## Preise und Auszeichnungen
Anat Czarny war im August 2015 Finalistin des 6. Internationalen Gesangswettbewerbs für Barockoper Pietro Antonio Cesti.

## Diskografie
- Jules Massenet: Cendrillon mit Anat Czarny als Prince Charmant. Liveaufzeichnung aus dem Theater Freiburg, April/Mai 2017. DVD erschienen bei Naxos (2018).
- Henry Purcell: Dido and Aeneas mit Anat Czarny als Dido. Liveaufzeichnung aus der Israeli Opera Tel Aviv, 2018. Veröffentlicht in Youtube.[28]